# نائویا سائکی
نائویا سائِکی (ژاپنی: 佐伯直哉؛ زادهٔ ۱۸ دسامبر ۱۹۷۷) بازیکن فوتبال اهل ژاپن است.
از باشگاه‌هایی که در آن بازی کرده‌است می‌توان به ویسل کوبه، جف یونایتد چیبا، توکیو وردی، آویسپا فوکوئوکا، و جوبیلو ایواتا اشاره کرد.